# USS SC-497
Le USS SC-497 était un chasseur de sous-marin de classe SC-497 de l'United States Navy construit durant la Seconde Guerre mondiale.

## Histoire
Il a été lancé du chantier naval Westergard Boat Works de Rockport au Texas comme USS PC-497.
Il a été transféré aux FNFL (Forces navales françaises libres) le 18 mars 1944 dans le programme Prêt-Bail avec le numéro de coque CH-96. Reclassé un peu plus tard en tant que CH-724 en 1952, puis en P-724 son sort exact est inconnu.

### Note et référence
- (en) Cet article est partiellement ou en totalité issu de l’article de Wikipédia en anglais intitulé « USS SC-497 » (voir la liste des auteurs).